# Schlacht um Hechtel
Die Schlacht um Hechtel fand vom 6. bis zum 12. September 1944 im belgischen Ort Hechtel statt. Es gelang deutschen Fallschirmjägern, den alliierten Aufmarsch von Hasselt (Belgien) in Richtung der niederländischen Grenze mit einigen taktisch gut aufgestellten Kanonen und Panzern ins Stocken zu bringen. Bei den Kämpfen mit den Welsh Guards wurde der Ort nahezu völlig zerstört.

## Verluste
Die deutschen Truppen erlitten schwere Verluste. Eine offizielle Zahl gibt es nicht, doch Schätzungen sprechen von 127 Toten. Etwa 250 gerieten in britische Gefangenschaft. Bei den Briten lag die offizielle Zahl bei 62 Toten. Viele der deutschen Gefallenen wurden später auf dem Soldatenfriedhof Lommel neu bestattet. Da es den alliierten Irish Guards während der Kämpfe in Hechtel gelang, durch eine umzingelnde Bewegung die Joe’s Bridge im nördlichen Lommel zu erobern, wurde der Abzug für die überlebenden Fallschirmjäger schwierig. Es gelang dennoch einem Teil der Fallschirmjäger, sich über das 15 Kilometer östlich gelegene Bocholt abzusetzen.

## Kriegsverbrechen
In Hechtel kamen 36 Zivilisten um. Die meisten wurden von den Fallschirmjägern ohne Prozess exekutiert. Eine britische Untersuchungskommission befasste sich bis 1947 mit dem Fall und übergab die Verdächtigen der belgischen Justiz. Der Hauptverdächtige, Oberjäger Heinz von Bursztini, entkam und wurde nach dem Krieg nicht mehr zur Verantwortung gezogen. Aussagen von zwei deutschen Soldaten schildern die Hinrichtung:
„Da sah ich plötzlich wie Zivilisten ankamen mit erhobenen Armen, auf die Anzahl kann ich mich nicht mehr genau entsinnen, es waren ihrer zehn bis zwölf Mann. Sie mussten vor dem im Garten stehenden Holzschuppen halt machen. Verschiedene, jüngere und ältere, machten kehrt, ihr Angesicht zum Bretterverschlag des Schuppens gewandt, der Rest behielt die alte Körperstellung bei. Das alles spielte sich in wenigen Augenblicken ab, und gleich darauf waren die heftig hervorgestoßenen Worte Bursztinis zu vernehmen: ,Umlegen, umlegen‘. Die Schüsse folgten in schneller Reihenfolge; er persönlich feuerte sie aus seiner Maschinenpistole ab. Die Entfernung mag 20 bis 25 Meter betragen haben.“

## Panzer

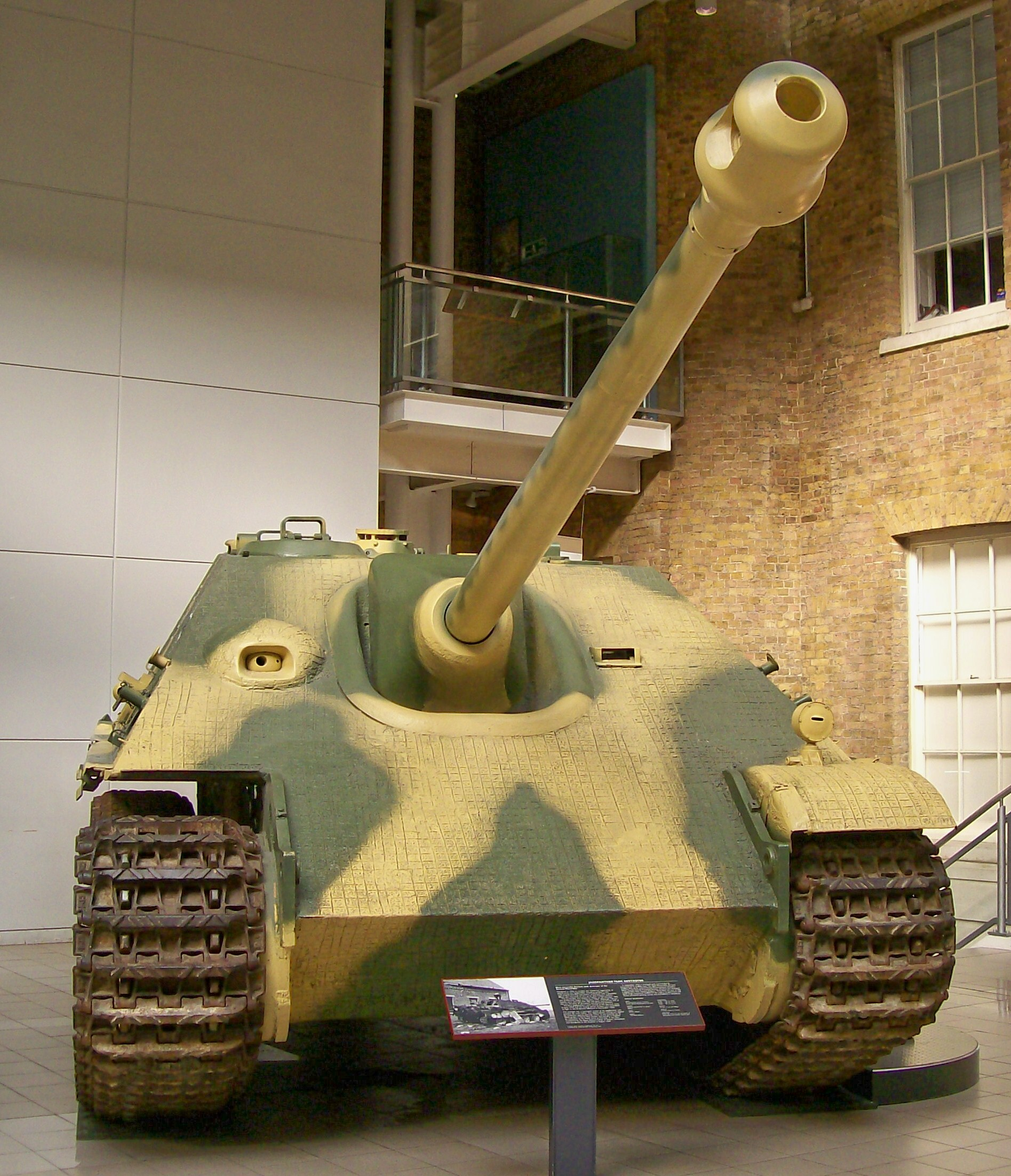
Jagdpanther im Imperial War Museum, London

Ein Sherman auf dem Verkehrsknotenpunkt von Hechtel erinnert heute an die Schlacht. Ein seltenes Exemplar des Jagdpanthers wurde in Hechtel von den Briten zerstört und nach dem Krieg restauriert. Er steht heute im Imperial War Museum in London.

## Gedenkfeier
Jährlich am 2. Sonntag im September wird in Hechtel der Toten von den Kämpfen gedacht.